# Sergej Jakirović
Sergej Jakirović (Mostar, 23 dicembre 1976) è un allenatore di calcio ed ex calciatore bosniaco, di ruolo centrocampista, tecnico dell' Hull City.

## Carriera

### Giocatore

#### Club
Durante la sua ventennale carriera ha vestito 13 maglie diverse, giocando tra Croazia, Slovacchia, Slovenia, Bulgaria e Austria. I suoi unici titoli in carriera sono conquistati nel 2006, con il CSKA Sofia, quando in pochi mesi vinse Coppa e Supercoppa nazionale sconfiggendo rispettivamente Černo More Varna in finale nella prima competizione (3-1) e Levski Sofia ai rigori nella seconda.

### Allenatore
Dopo aver lasciato le redini del Zrinjski Mostar, il 30 novembre 2022 viene ufficializzato come nuovo allenatore del Rijeka con il quale firma un contratto di due anni e mezzo con eventuale prolungamento ad un altro anno. Il 21 agosto 2023 lascia le redini del club fiumano per sostituire Igor Bišćan alla guida della Dinamo Zagabria. Il 19 settembre 2024, due giorni dopo la sconfitta per 9-2 in Champions League contro il Bayern Monaco, viene esonerato dai capitolini.

### Nazionale
Esordisce con la Bosnia ed Erzegovina il 17 agosto 2005 nell'amichevole persa in trasferta contro l'Estonia (1-0).

## Statistiche

### Cronologia presenze e reti in nazionale
| Cronologia completa delle presenze e delle reti in nazionale ― Bosnia ed Erzegovina | Cronologia completa delle presenze e delle reti in nazionale ― Bosnia ed Erzegovina | Cronologia completa delle presenze e delle reti in nazionale ― Bosnia ed Erzegovina | Cronologia completa delle presenze e delle reti in nazionale ― Bosnia ed Erzegovina | Cronologia completa delle presenze e delle reti in nazionale ― Bosnia ed Erzegovina | Cronologia completa delle presenze e delle reti in nazionale ― Bosnia ed Erzegovina | Cronologia completa delle presenze e delle reti in nazionale ― Bosnia ed Erzegovina | Cronologia completa delle presenze e delle reti in nazionale ― Bosnia ed Erzegovina |
| Data                                                                                | Città                                                                               | In casa                                                                             | Risultato                                                                           | Ospiti                                                                              | Competizione                                                                        | Reti                                                                                | Note                                                                                |
| ----------------------------------------------------------------------------------- | ----------------------------------------------------------------------------------- | ----------------------------------------------------------------------------------- | ----------------------------------------------------------------------------------- | ----------------------------------------------------------------------------------- | ----------------------------------------------------------------------------------- | ----------------------------------------------------------------------------------- | ----------------------------------------------------------------------------------- |
| 17-8-2005                                                                           | Tallinn                                                                             | Estonia                                                                             | 1 – 0                                                                               | Bosnia ed Erzegovina                                                                | Amichevole                                                                          | -                                                                                   |                                                                                     |
| 3-9-2005                                                                            | Zenica                                                                              | Bosnia ed Erzegovina                                                                | 1 – 0                                                                               | Belgio                                                                              | Qual. Mondiali 2006                                                                 | -                                                                                   | 88’                                                                                 |
| 7-9-2005                                                                            | Vilnius                                                                             | Lituania                                                                            | 0 – 1                                                                               | Bosnia ed Erzegovina                                                                | Qual. Mondiali 2006                                                                 | -                                                                                   | 64’                                                                                 |
| 12-10-2005                                                                          | Belgrado                                                                            | Serbia e Montenegro                                                                 | 1 – 0                                                                               | Bosnia ed Erzegovina                                                                | Qual. Mondiali 2006                                                                 | -                                                                                   |                                                                                     |
| 28-2-2006                                                                           | Dortmund                                                                            | Giappone                                                                            | 2 – 2                                                                               | Bosnia ed Erzegovina                                                                | Amichevole                                                                          | -                                                                                   | 82’                                                                                 |
| Totale                                                                              |                                                                                     | Presenze                                                                            | 5                                                                                   |                                                                                     | Reti                                                                                | 0                                                                                   |                                                                                     |

### Statistiche da allenatore

#### Club
Statistiche aggiornate al 4 giugno 2023.  In grassetto le competizioni vinte.
| Stagione               | Squadra                | Campionato             | Campionato | Campionato | Campionato | Campionato | Coppe nazionali | Coppe nazionali | Coppe nazionali | Coppe nazionali | Coppe nazionali | Coppe continentali | Coppe continentali | Coppe continentali | Coppe continentali | Coppe continentali | Altre coppe | Altre coppe | Altre coppe | Altre coppe | Altre coppe | Totale | Totale | Totale | Totale | % Vittorie | Piazzamento |
| Stagione               | Squadra                | Comp                   | G          | V          | N          | P          | Comp            | G               | V               | N               | P               | Comp               | G                  | V                  | N                  | P                  | Comp        | G           | V           | N           | P           | G      | V      | N      | P      | %          | Piazzamento |
| ---------------------- | ---------------------- | ---------------------- | ---------- | ---------- | ---------- | ---------- | --------------- | --------------- | --------------- | --------------- | --------------- | ------------------ | ------------------ | ------------------ | ------------------ | ------------------ | ----------- | ----------- | ----------- | ----------- | ----------- | ------ | ------ | ------ | ------ | ---------- | ----------- |
| 2017-2018              | Sesvete                | 2. HNL                 | 33         | 16         | 6          | 11         | CC              | 3               | 2               | 0               | 1               | -                  | -                  | -                  | -                  | -                  | -           | -           | -           | -           | -           | 36     | 18     | 6      | 12     | 50,00      | 4°          |
| 2018-2019              | HNK Gorica             | 1. HNL                 | 36         | 17         | 8          | 11         | -               | -               | -               | -               | -               | -                  | -                  | -                  | -                  | -                  | -           | -           | -           | -           | -           | 36     | 17     | 8      | 11     | 47,22      | 5°          |
| 2019-feb. 2020         | HNK Gorica             | 1. HNL                 | 23         | 8          | 7          | 8          | CC              | 4               | 3               | 0               | 1               | -                  | -                  | -                  | -                  | -                  | -           | -           | -           | -           | -           | 27     | 11     | 7      | 9      | 40,74      | Eson        |
| Totale HNK Gorica      | Totale HNK Gorica      | Totale HNK Gorica      | 59         | 25         | 15         | 19         |                 | 4               | 3               | 0               | 1               |                    | -                  | -                  | -                  | -                  |             | -           | -           | -           | -           | 63     | 28     | 15     | 20     | 44,44      |             |
| giu.-lug. 2020         | Maribor                | 1. SNL                 | 11         | 8          | 0          | 3          | CS              | -               | -               | -               | -               | -                  | -                  | -                  | -                  | -                  | -           | -           | -           | -           | -           | 11     | 8      | 0      | 3      | 72,73      | Sub, 2°     |
| ago. 2020              | Maribor                | 1. SNL                 | 1          | 1          | 0          | 0          | CS              | 0               | 0               | 0               | 0               | UEL                | 1                  | 0                  | 1                  | 0                  | -           | -           | -           | -           | -           | 2      | 1      | 1      | 0      | 50,00      | Eson        |
| Totale Maribor         | Totale Maribor         | Totale Maribor         | 12         | 9          | 0          | 3          |                 | 0               | 0               | 0               | 0               |                    | 1                  | 0                  | 1                  | 0                  |             | -           | -           | -           | -           | 13     | 9      | 1      | 3      | 69,23      |             |
| feb.-giu. 2021         | Zrinjski Mostar        | PL                     | 14         | 8          | 3          | 3          | KB              | 1               | 0               | 0               | 1               | -                  | -                  | -                  | -                  | -                  | -           | -           | -           | -           | -           | 15     | 8      | 3      | 4      | 53,33      | Sub, 5°     |
| 2021-2022              | Zrinjski Mostar        | PL                     | 33         | 26         | 6          | 1          | KB              | 2               | 1               | 0               | 1               | -                  | -                  | -                  | -                  | -                  | -           | -           | -           | -           | -           | 35     | 27     | 6      | 2      | 77,14      | 1°          |
| lug.-nov. 2022         | Zrinjski Mostar        | PL                     | 18         | 12         | 3          | 3          | KB              | 1               | 1               | 0               | 0               | UCL+UECL           | 2+6                | 0+4                | 1+2                | 1+0                | -           | -           | -           | -           | -           | 27     | 17     | 6      | 4      | 62,96      | Dim         |
| Totale Zrinjski Mostar | Totale Zrinjski Mostar | Totale Zrinjski Mostar | 65         | 46         | 12         | 7          |                 | 4               | 2               | 0               | 2               |                    | 8                  | 4                  | 3                  | 1                  |             | -           | -           | -           | -           | 77     | 52     | 15     | 10     | 67,53      |             |
| nov. 2022-2023         | Rijeka                 | 1. HNL                 | 19         | 10         | 4          | 5          | CC              | 0               | 0               | 0               | 0               | -                  | -                  | -                  | -                  | -                  | -           | -           | -           | -           | -           | 19     | 10     | 4      | 5      | 52,63      | Sub, 4°     |
| lug.-ago. 2023         | Rijeka                 | 1. HNL                 | 4          | 3          | 0          | 1          | CC              | 0               | 0               | 0               | 0               | UECL               | 4                  | 4                  | 0                  | 0                  | -           | -           | -           | -           | -           | 8      | 7      | 0      | 1      | 87,50      | Dim         |
| Totale Rijeka          | Totale Rijeka          | Totale Rijeka          | 23         | 13         | 4          | 6          |                 | 0               | 0               | 0               | 0               |                    | 4                  | 4                  | 0                  | 0                  |             | -           | -           | -           | -           | 27     | 17     | 4      | 6      | 62,96      |             |
| ago. 2023-2024         | Dinamo Zagabria        | 1. HNL                 | 21         | 13         | 5          | 3          | CC              | 3               | 3               | 0               | 0               | UEL+UECL           | 2+9                | 1+5                | 0+1                | 1+3                | -           | -           | -           | -           | -           | 35     | 22     | 6      | 7      | 62,86      | Sub         |
| Totale carriera        | Totale carriera        | Totale carriera        | 213        | 122        | 42         | 49         |                 | 14              | 10              | 0               | 4               |                    | 24                 | 14                 | 5                  | 5                  |             | -           | -           | -           | -           | 251    | 146    | 47     | 58     | 58,17      |             |

## Palmarès

### Giocatore

#### Competizioni nazionali
- Coppa di Bulgaria: 1

CSKA Sofia: 2005-2006
- Supercoppa di Bulgaria: 1

CSKA Sofia: 2006

### Allenatore

#### Competizioni nazionali
- Campionato bosniaco: 1

Zrinjski Mostar: 2021-2022
- Campionato croato: 1

Dinamo Zagabria: 2023-2024
- Coppa di Croazia: 1

Dinamo Zagabria: 2023-2024